# ياكوشيما
جزيرة ياكو أو ياكوشيما (ياليابانية: 屋久島) هي جزيرة يابانية تقع إلى الجنوب من كيوشو (إحدى الجزر الرئيسية)، وتبعد عنها بـ60 كلم. تتبع إداريا مقاطعة كاغوشيما. تبلغ مساحة الجزيرة 503 كلم2، وأعلى قممها هي «مييانوأورا» (1935 م).

## الطبيعة
تتخذ الجزيرة شكل مضلع خماسي، يغلب على تضاريسها الطبيعة الجبلية، تكسوها غابة كثيفة عذراء، تشكل أشجار الـ«ياكو-سوغي» (屋久杉 = أرزة ياكو) الصنوبرية غالبية الغطاء النباتي فيها، يعود بعضها إلى مئات السنين. ويبغ عمر أقدم شجرة والتي أطلق عليها «جوهومون-سوغي» أكثر من 7200 سنة. في الداخل قليلا، على ارتفاع حوالي 500 متر فوق سطح البحر، هناك غابات استوائية، ومن 500 أو 600 متر إلى 1000 أو 1200 متر، هناك غابات خليطة من أشجار مثل السرو وإسونوكي.

## تراث عالمي
يطلق اليابانيون على الجزيرة تسمية «سيكائي إسان» ومعناها «معلم طبيعي عالمي».
. عام 1993 م، ونظرا لغطاءها النباتي الغني، وبالأخص أشجار الأرز الفريدة من نوعها، قامت منظمة اليونسكو بإدراج جزيرة ياكو ضمن قائمة التراث الثقافي العالمي.

## السياحة
بسبب طبيعتها الخلافة يتوافد إلى ياكوشيما حوالي 300.000 سائح سنويا. استوحى مخرج الأنيمي الياباني «هاياوو ميازاكي» المناظر الطبيعة في عمله المشهور «الأميرة مونونوكي» من الطبيعة الخلابة في جزيرة ياكوشيما.

## صور أخرى

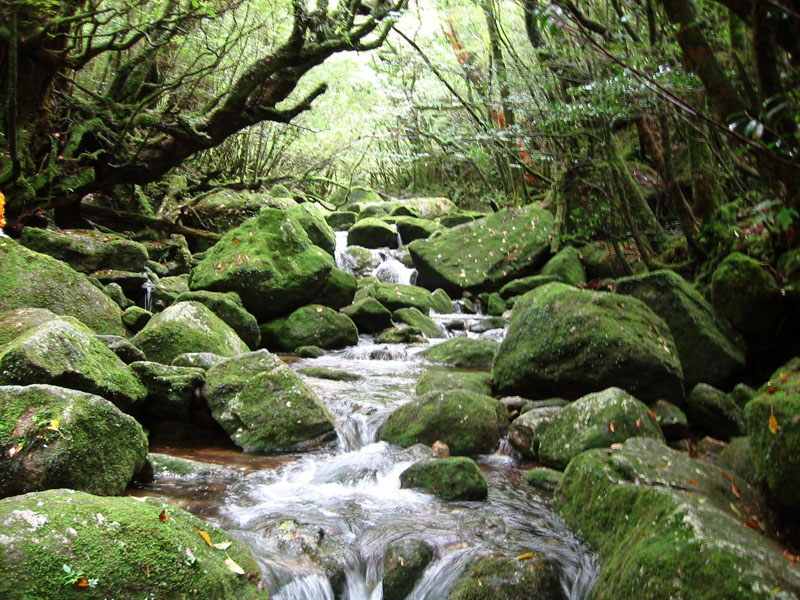
أحد الجداول في جزيرة ياكو.

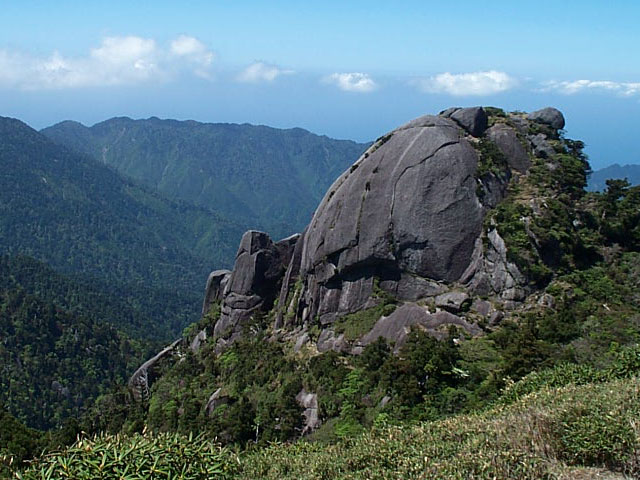
إحدى المشاهدات الصخرية.

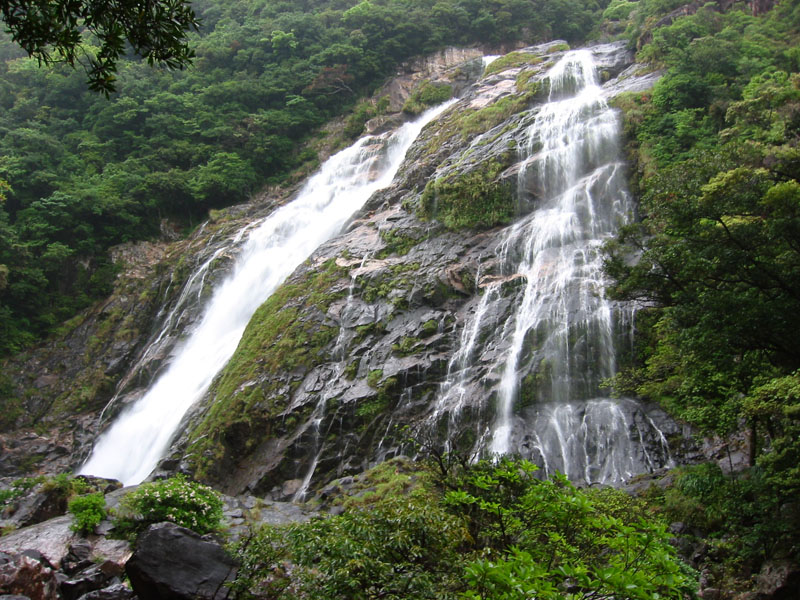
شلالات أووكو.